# Пётр Спани
Пётр Спани (ум. 1457) — албанский феодал-католик. В состав его домена входили несколько сел между Шкодером и Дривастом (Шала, Шош, Лекбибай и Пулт). В 1444-1450 годах — член Лежской лиги.

## Биография
Представитель рода Спани, имевшего греческое происхождение. Фамилия Спан или Спани происходила, вероятно, от греческого слова «spanos» (безбородый). Отец Петра Марин упоминается в 1409 году, как уже умерший. Так как у Петра не было сыновей, он заявлял, что его наследником будет племянник Марин, сын его брата Брайко. Брат Петра Стефан был правителем села Подгора.
В 1444 году Пётр Спани принял участие в Лежской лиге, созданной албанскими феодалами для противодействия османскому наступлению на Албанию.
В 1451 году король Неаполитанский Альфонс II подписал в Гаэте союзный договор со Скандербегом, который признал свою вассальную зависимость от Неаполитанского королевства в обмен за помощь в борьбе против турок-османов. Аналогичные договора Альфонс II подписал также с Георгием Арианити, Петром Спани, Топиа Сузаки, Петром Химара, Палом Дукаджини и др.
Марин Спати, племянник и наследник Петра, стал одним из военачальников Скандербега.
Албанский хронист Гьон Музаки упоминает, что он пережил войну и дожил до глубокой старости. После включения Албании в состав Османской империи область, ранее принадлежавшая Петру Спани, стала называться «Петришпани» или «Ишпани».
В 1430-1456 годах Спани упоминается также в архивах Рагузской республики.